# Camaleonte (costellazione)
Il Camaleonte (in latino Chamaeleon) è una costellazione minore dell'emisfero sud. È stata introdotta da Johann Bayer nel suo lavoro Uranometria del 1603, ma è forse stata definita alcuni anni prima. È oggi una delle 88 costellazioni moderne.

## Caratteristiche

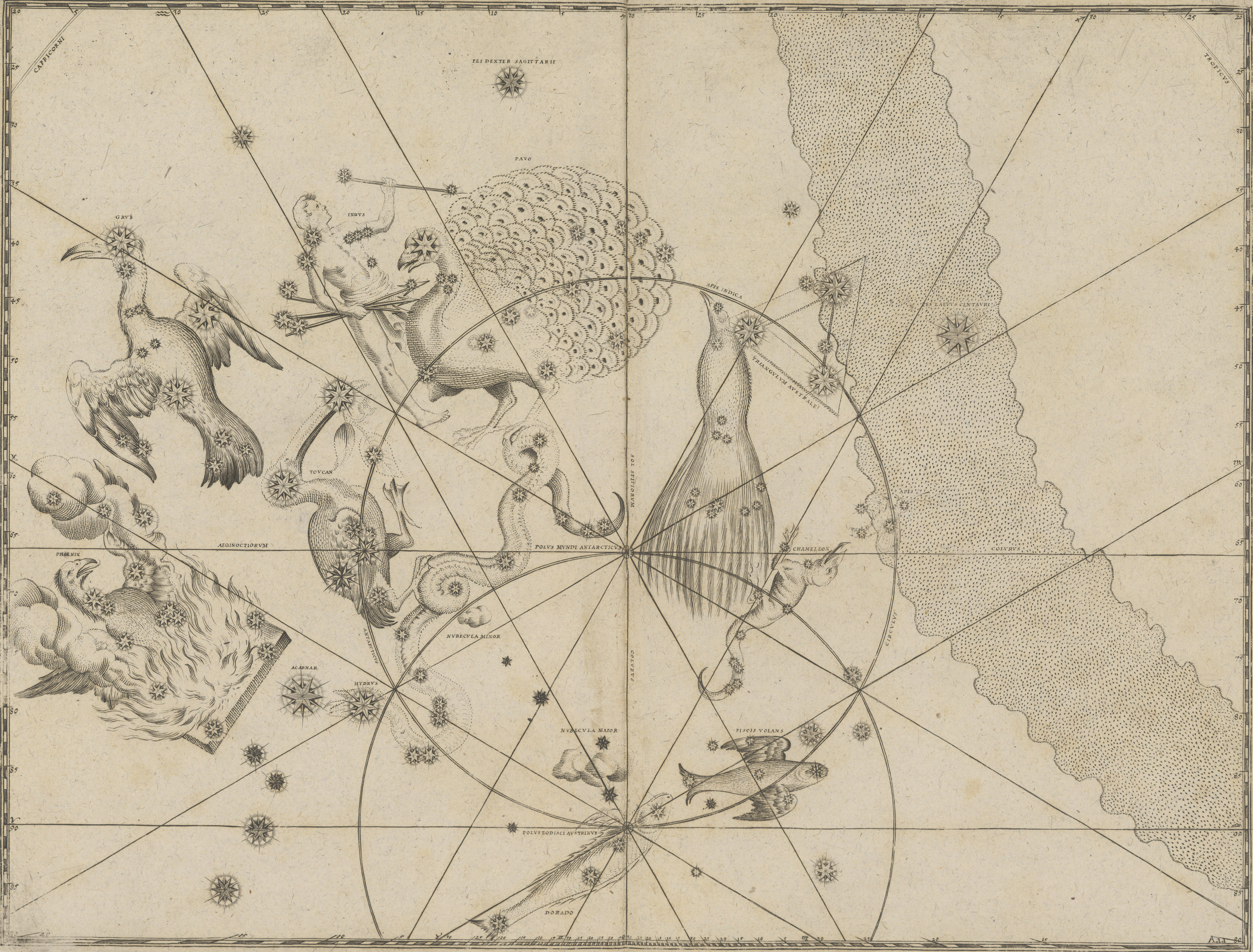
Mappa celeste di Johann Bayer raffigurante le costellazioni australi; il Camaleonte si trova a destra.

Le stelle che compongono questa costellazione sono tutte di quarta magnitudine o più deboli, cosa che rende difficile la loro individuazione nel cielo. Per trovarla conviene partire da una costellazione molto più brillante e riconoscibile, la Croce del Sud; seguendo l'allineamento formato dalle stella Alfa e Gamma si arriva in prossimità della stella Gamma del Camaleonte. È davvero difficile scorgerla in cielo, a causa delle sue esigue dimensioni e della scarsa luminosità delle sue componenti (si potrebbe quindi affermare che il nome della costellazione rispecchi in pieno la sua natura). In Australia, dove viene utilizzata per individuare il sud, viene indicata scherzosamente come «la padella».
Il periodo più propizio per la sua osservazione nel cielo serale ricade nei mesi estivi e autunnali australi, sebbene la sua notevole prossimità al polo sud celeste ne consenta l'osservazione per tutto l'anno; dall'emisfero nord è visibile solo a pochissimi gradi dall'equatore. per altro con alcune difficoltà se la notte non è perfettamente nitida in direzione sud.

### Stelle principali
- La stella più luminosa è la α Chamaeleontis, di magnitudine 4,05, che brilla con luce bianca.
- Quasi della stessa luminosità, più debole solo per pochi centesimi di magnitudine è γ Chamaeleontis (magnitudine 4,09), una stella arancione posta a 260 anni luce dalla Terra.

Cha 110913-773444 è una delle stelle più piccole che si conoscano (è una sub-nana bruna) ma è interessante in quanto pare essere circondata da un disco protoplanetario.

### Stelle doppie
Nel camaleonte si trovano delle stelle doppie prospettiche facili da risolvere anche con piccoli strumenti.
- δ Chamaeleontis è costituita da due oggetti, chiamati Delta 1 (magnitudine 5,5) e Delta 2 (magnitudine 4,5) che però non mostrano di essere legati gravitazionalmente, essendo poste rispettivamente a 370 e 550 a.l. dalla Terra.
- ε Chamaeleontis è un'altra coppia, più difficile da separare (richiede un telescopio con almeno 7 cm di diametro); le magnitudini sono 5,5 e 6,3.

| Principali stelle doppie |                                          |                                          |             |             |                                 |          |
| Nome                     | Coordinate equatoriali all'epoca J2000.0 | Coordinate equatoriali all'epoca J2000.0 | Magnitudine | Magnitudine | Separazione (in secondi d'arco) | Colore   |
| Nome                     | AR                                       | Dec                                      | A           | B           | Separazione (in secondi d'arco) | Colore   |
| δ1-δ2 Chamaeleontis      | 10h 45m 30s                              | -80° 30′ 00″                             | 5,46        | 4,45        | 290                             | ar + azz |
| δ1 Chamaeleontis         | 10h 45m 16s                              | -80° 28′ 10″                             | 6,26        | 6,50        | 0,9                             | ar + g   |

### Stelle variabili
Fra le stelle variabili la più appariscente, non tanto per la sua luminosità quanto per la sua escursione, è la RS Chamaeleontis, una variabile a eclisse che in poco meno di 10 giorni oscilla di circa otto decimi di magnitudine attorno alla sesta grandezza.
| Principali stelle variabili |                                          |                                          |             |             |                  |            |
| Nome                        | Coordinate equatoriali all'epoca J2000.0 | Coordinate equatoriali all'epoca J2000.0 | Magnitudine | Magnitudine | Periodo (giorni) | Tipo       |
| Nome                        | AR                                       | Dec                                      | Max.        | Min.        | Periodo (giorni) | Tipo       |
| R Chamaeleontis             | 08h 21m 47s                              | -76° 21′ 18″                             | 7,5         | 14,2        | 334,58           | Mireide    |
| RS Chamaeleontis            | 08h 43m 12s                              | -79° 04′ 12″                             | 6,02        | 6,88        | 1,6699           | Eclisse    |
| ζ Chamaeleontis             | 09h 33m 53s                              | -80° 56′ 29″                             | 5,06        | 5,17        | -                | Irregolare |

## Oggetti del cielo profondo
Nella costellazione non sono presenti oggetti particolarmente brillanti: l'unico notevole è una nebulosa planetaria, NGC 3195, posta tra le stelle Delta e Zeta, in prossimità del confine sud della costellazione.
L'area di cielo del Camaleonte ospita una regione di formazione stellare poco nota agli astrofili ma oggetto di intensi studi, la Nube del Camaleonte, che sconfina in parte nell'adiacente costellazione della Mosca; nelle foto a grande campo questo complesso si evidenzia come una serie di macchie oscure che mascherano la luce proveniente dai campi stellari retrostanti. La sua importanza è dovuta soprattutto alla sua vicinanza, che consente una facile osservazione dei meccanismi che portano alla formazione di stelle di piccola massa, comprese le nane brune, e alla nascita dei sistemi planetari.
| Principali oggetti non stellari |                                          |                                          |                     |             |                                        |              |
| Nome                            | Coordinate equatoriali all'epoca J2000.0 | Coordinate equatoriali all'epoca J2000.0 | Tipo                | Magnitudine | Dimensioni apparenti (in primi d'arco) | Nome proprio |
| Nome                            | AR                                       | Dec                                      | Tipo                | Magnitudine | Dimensioni apparenti (in primi d'arco) | Nome proprio |
| NGC 3195                        | 10h 09m 21s                              | -80° 51′ 31″                             | Nebulosa planetaria | 11,6        | 0,7 x 0,5                              |              |

## Sistemi planetari
HD 63454 è una stella leggermente meno massiva del Sole che ospita un sistema planetario composto da un pianeta gioviano caldo posto su un'orbita a 0,38 UA di distanza dalla sua stella madre; il pianeta possiede circa il 38% della massa di Giove. Al contrario, b è invece un gigante gassoso che orbita a enorme distanza dalla sua stella, un nana rossa di classe M, impiegando oltre un milione di anni a compiere un'orbita. Individuato nel 2011 e classificato come nana bruna, ulteriori osservazioni di 10 anni hanno permesso di associare l'oggetto alla stella L 34-26 e di determinarne più precisamente la massa, circa 5 volte quella di Giove.
| Sistemi planetari |                                          |                                          |             |                |                              |
| Nome del sistema  | Coordinate equatoriali all'epoca J2000.0 | Coordinate equatoriali all'epoca J2000.0 | Magnitudine | Tipo di stella | Numero di pianeti confermati |
| Nome del sistema  | AR                                       | Dec                                      | Magnitudine | Tipo di stella | Numero di pianeti confermati |
| HD 63454          | 07h 39m 22s                              | -78° 16′ 43″                             | 9,37        | Nana arancione | 1 (b)                        |
| L 34-26           | 07h 49m 13s                              | -76° 42′ 07″                             | 11,3        | Nana rossa     | 1 (b)                        |